# Gobius fallax
Gobius fallax е вид лъчеперка от семейство Попчеви (Gobiidae).

## Разпространение
Видът е разпространен в Босна и Херцеговина, Гърция, Израел, Испания (Балеарски острови и Канарски острови), Италия (Сардиния), Кипър, Монако, Палестина, Словения, Франция (Корсика) и Хърватия.